# Petaloudes
Petaloudes (řecky Πεταλούδες) je řecká obecní jednotka na ostrově Rhodos v Egejském moři v souostroví Dodekany. Do roku 2011 byla obcí. Nachází se v severovýchodní části ostrova. Na severu sousedí s obecní jednotkou Ialysos, na jihu s obecní jednotkou Kameiros a na východě s obecní jednotkou Kallithea. Je jednou z deseti obecních jednotek na ostrově.

## Obyvatelstvo
Obecní jednotka Petaloudes se skládá z 6 komunit. V závorkách je uveden počet obyvatel komunit a sídel.
- Obecní jednotka Petaloudes (14962)
  - komunita Damatria (641) — Damatria (633), Kato Kalamon (8),
  - komunita Kremasti (5396) — Aerolimin (33), Kremasti (5363),
  - komunita Maritsa (503) — Maritsa (1808)
  - komunita Paradisi (2667) — Vagies (35), Paradisi (2632),
  - komunita Pastida (3641) — Pastida (3641),
  - komunita Theologos (809) — Epano Kalamon (189), Theologos (620).

U vesnice Epano Kalamon se nachází údolí Motýlů.